# Lausköpfe
Als Lausköpfe werden eine Reihe von Gipfeln im Hochkönigstock in den Berchtesgadener Alpen bezeichnet. Sie befinden sich im Grat, der vom Lamkopf nach Südwesten verläuft. Der südwestlichste Gipfel ist der 1. Lauskopf, auf dem sich eine Wetterstation befindet. Östlich davon befindet sich der 2190 m ü. A. hohe 2. Lauskopf mit dem Gipfelkreuz und dem Gipfelbuch. Der 3. Lauskopf ist wenige Meter östlich vom 2. Lauskopf.

## Zustieg
Der markierte Weg verläuft vom Filzensattel über die Pichlalm durch die Südostflanke.